# Murat (geslacht)

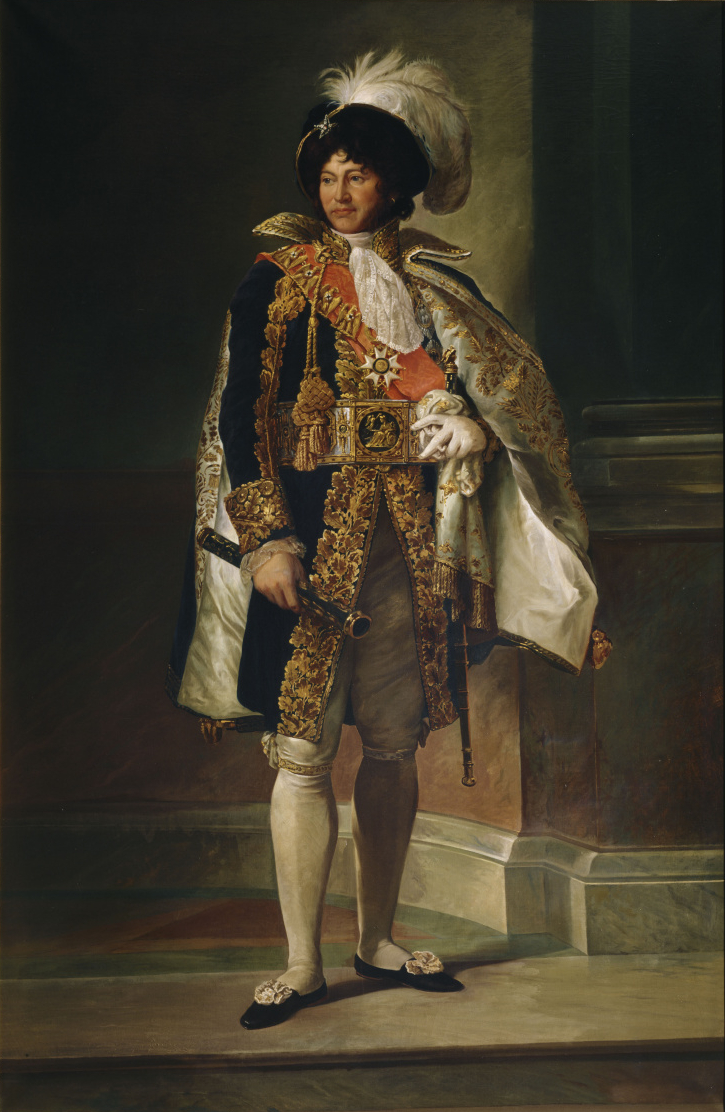
Joachim Murat in het groot tenue van keizerlijk maarschalk

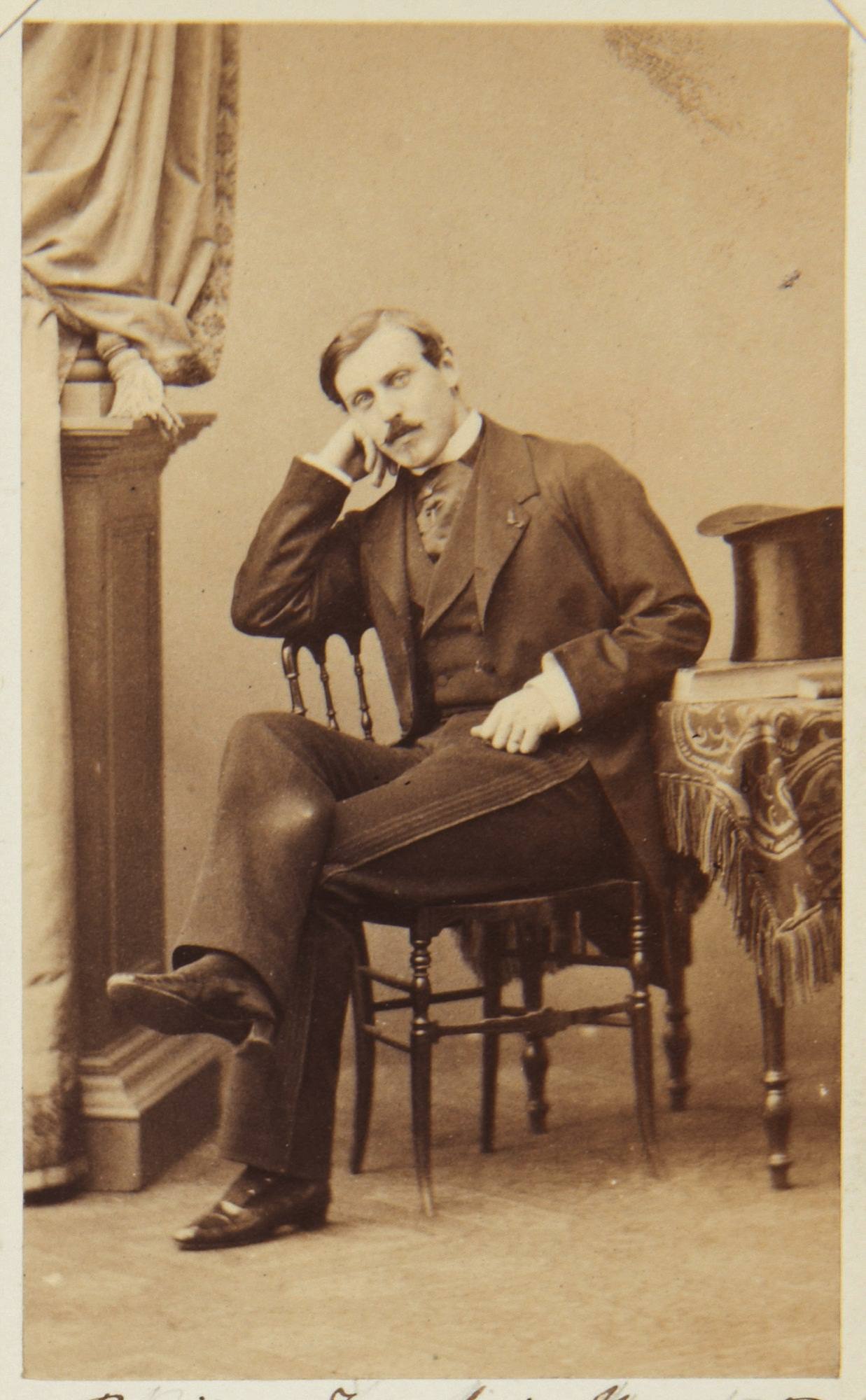
Joachim Murat (1834-1901), door Disderi

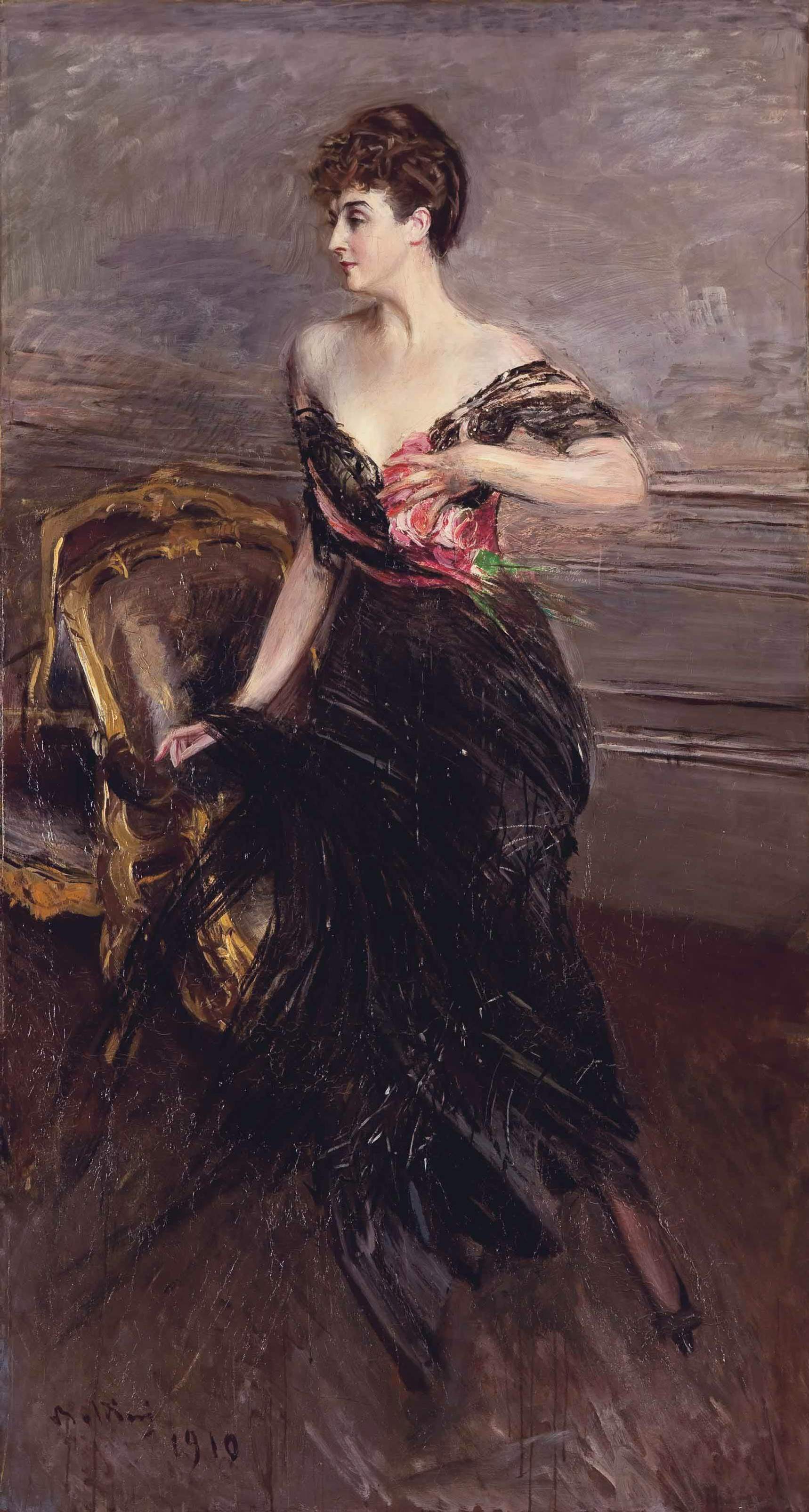
Cécile Murat Ney d'Elchingen (1867-1960) (Giovanni Boldini, 1910)

Murat is een Franse prinselijke familie verwant aan Napoleon Bonaparte.

## Geschiedenis
De stamreeks begint met Pierre Murat (1634-<1718) die woonde in Labastide-Fortunière, later genoemd naar de maarschalk: Labastide-Murat (waar nu een museum is gewijd aan de maarschalk). Diens kleinzoon werd de vader van Pierre Murat (1748-1792) en van Joachim Murat (1767-1815). De laatste werd door zijn huwelijk met Caroline Bonaparte (1782-1839) een zwager van keizer Napoleon. Die maakte Murat koning van Napels en de beide Siciliën en die werd de stamvader van het nu nog bloeiende prinselijke geslacht Murat. De chef van het huis draagt het predicaat "Zijne Hoogheid".

## Enkele telgen
Pierre Murat-Jordy (1721-1799), koopman
- Pierre Murat (1748-1792)
  - Marie Antoinette Murat (1793-1847), sinds 1808 prinses van het keizerrijk; trouwde in 1808 Carl vorst van Hohenzollern-Sigmaringen (1785-1853)
- Joachim Murat, 1e prins Murat (1767-1815), groothertog van Kleef en Berg (1806-1808), koning van Napels en de beide Siciliën (1808-1815); trouwde in 1800 met Caroline Bonaparte (1782-1839), zus van keizer Napoleon
  - Achille Murat, 2e prins Murat (1801-1847), erfgroothertog van Kleef en Berg
  - Lucien Murat, 3e prins Murat (1803-1878), krijgt in 1812 de titel prins de Pontecorvo (titel die sindsdien gedragen wordt door de oudste zoon van de chef van het huis) volgt zijn broer als chef van het huis Murat
    - Joachim Murat (1834-1901), 4e prins Murat, brigadegeneraal
      - Joachim Murat (1856-1932), 5e prins Murat, bonapartist; trouwde in 1884 met Marie Cécile Ney d'Elchingen (1867-1960), dochter van de Franse brigadegeneraal Michel Ney, 3e hertog van Elchingen (1835-1881), lid van de familie Ney d'Elchingen
        - Joachim Murat (1885-1938), 6e prins Murat, luitenant der cavalerie, Frans gedeputeerde voor de Lot
          - Joachim Murat (1920-1944), 7e prins Murat, verzetsstrijder
            - Z.H. Joachim Murat (1944), 8e prins Murat, huidig chef van het huis Murat, erevoorzitter van de Souvenir napoléonien, een historisch genootschap gewijd aan de herinnering aan Napoleon en het eerste en tweede keizerrijk, verzamelaar van moderne kunst
              - Joachim Murat (1973), prins de Pontecorvo

        - Gérôme Gaëtan Michel Joachim Napoléon prins Murat (1898-1992)
          - [ Caroline Elisabeth Eve Laetitia Martine [prinses] Murat (1948), buitenechtelijke dochter bij Marthe Haffner (1915); trouwde in 1973 met Juan Pablo Jesus Najar, kunstadviseur, en na echtscheiding (1976) in 1977 met de Nederlandse bankier Coenraad Pierre Simeon Noyon (1951), achterkleinzoon van rechtsgeleerde Tarquinius Noyon (1848-1929)]

    - Achille prins Murat (1847-1895), sinds 1868 Z.H. volgens keizerlijk besluit
      - Lucien prins Murat (1877-1933); trouwde in 1897 met Marie de Rohan-Chabot (1876-1951), schrijfster
        - Achille prins Murat (1898-1987), industrieel
          - Salomé prinses Murat (1926), publiciste, schrijfster van onder andere biografieën over haar grootmoeder Marie de Rohan-Chabot; trouwde in 1951 met Albin Chalandon (1920), Frans minister
          - Pauline prinses Murat (1931), journaliste (zij adopteerde drie meisjes uit Zuid-Vietnam die de naam Murat dragen)

    - Louis Napoléon prins Murat (1851-1912)
      - Eugène prins Murat (1875-1906); trouwde in 1899 met Violette Ney d'Elchingen (1878-1936), dochter van de Franse brigadegeneraal Michel Ney, 3e hertog van Elchingen (1835-1881), lid van de familie Ney d'Elchingen
        - Pierre prins Murat (1900-1948); trouwde in 1934 met Isabelle d'Orléans (1900-1983), zus van Henri d'Orléans (1908-1999), graaf van Parijs